# Esparragalejo (kommunhuvudort)
Esparragalejo är en kommunhuvudort i Spanien.   Den ligger i provinsen Provincia de Badajoz och regionen Extremadura, i den sydvästra delen av landet, 290 km sydväst om huvudstaden Madrid. Esparragalejo ligger 235 meter över havet och antalet invånare är 1 524.
Terrängen runt Esparragalejo är huvudsakligen platt, men söderut är den kuperad. Runt Esparragalejo är det ganska tätbefolkat, med 70 invånare per kvadratkilometer. Närmaste större samhälle är Mérida, 8,5 km öster om Esparragalejo. Trakten runt Esparragalejo består till största delen av jordbruksmark.